# Pegão

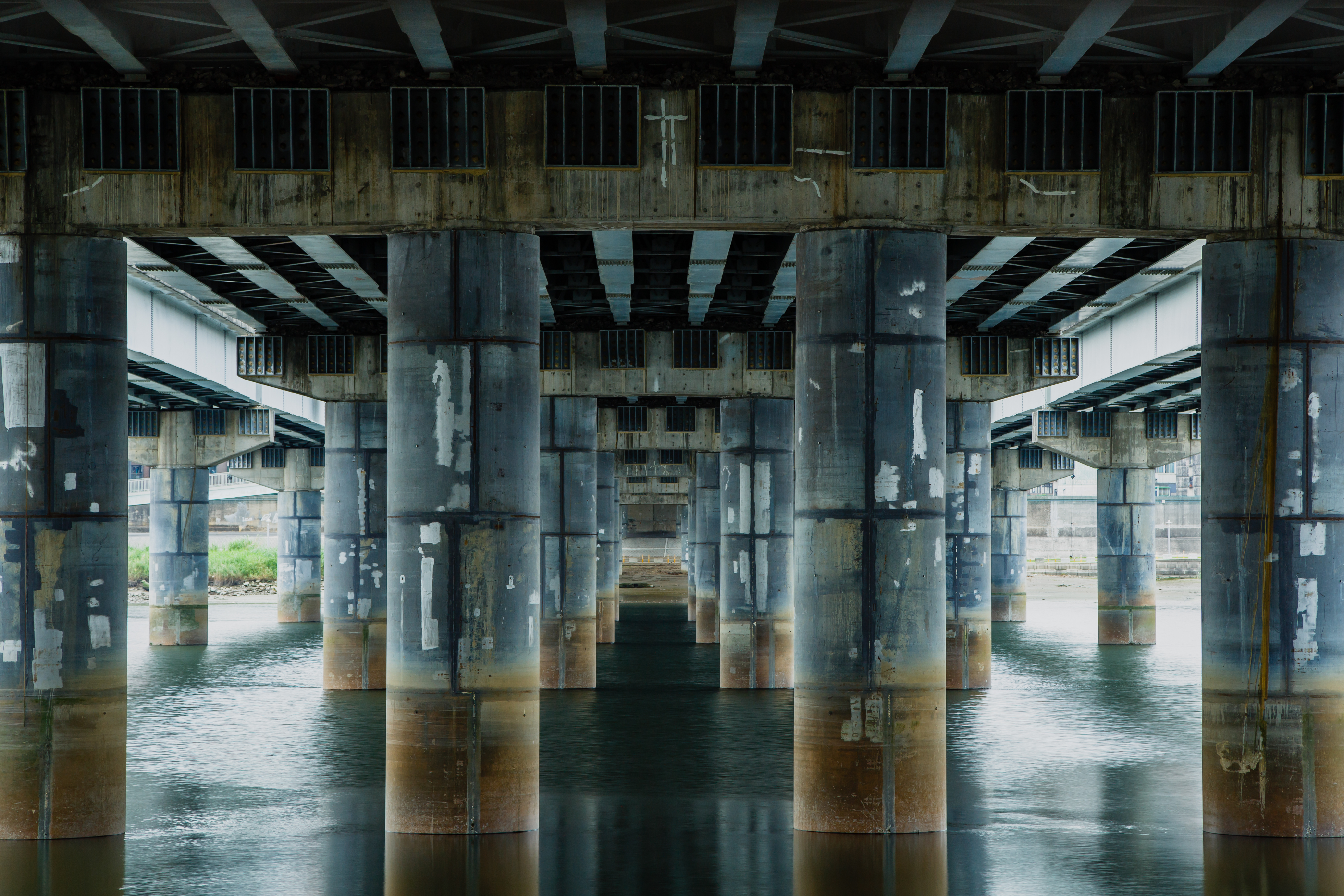
Pegões da ponte Taipé, ligando Taipé ao distrito de Sanchong, em Nova Taipé, em Taiwan.

Um pegão é um elemento estrutural vertical de reforço ou suporte numa ponte. Destina-se a consolidar os pés-direitos que a sustentam e a resistir à força da água ou da terra. Grande pilar ou suporte que reforça ou sustenta uma estrutura.